# Yangdong-myeon
Yangdong-myeon (koreanska: 양동면) är en socken i kommunen Yangpyeong-gun i provinsen Gyeonggi i den norra delen av  Sydkorea, 70 km öster om huvudstaden Seoul.